# Furio Giunta
Furio Giunta je fiktivni lik iz HBO-ove televizijske serije Obitelj Soprano kojeg je glumio Federico Castelluccio. On je bio talijanski mafijaš koji je radio za Tonyja Soprana. Furio je jedan od rijetkih likova koji je izbačen iz scenarija a da nije ubijen ili umro.

## Životopis
Furio je bio jedan od dvojice članova zločinačke obitelji DiMeo koji je rođen u Italiji (drugi je Feech LaManna). Tony se za Furia cjenkao sa šeficom napuljske mafije Annalisom Zuccom, usred pregovora o međunarodnoj operaciji krađe automobila. Sve je krenulo kad je Tony ugledao Furia kako tuče dječaka koji se igrao petardama i nakon toga imitirao zvukove pucnjeva. Tony je ugledao kako Furio nije nimalo oklijevao zaštiti svoga šefa (Furio se bacio preko svoga šefa nakon što je čuo eksplozije petardi za koje je mislio kako su pucnjevi). Kako bi mu sredio vizu, Tony mu je našao posao izrađivača mozzarelle u Nuovo Vesuviu, dogovorivši se s Artiejem Buccom da će on sam isplaćivati Furiove plaće. Po dolasku u New Jersey, Furio je postao jedan od Tonyjevih najboljih vojnika, zastrašujući i tukući ljude koji Tonyju duguju novac, ali i služivši kao Tonyjev vozač i tjelohranitelj.
Furio je bio iznimno odan i posvećen vojnik, ali se izvan tog konteksta pokazuje kao nenasilna i simpatična osoba.   

### Odnos s Carmelom Soprano
Furio se u četvrtoj sezoni, dok je bio Tonyjev vozač i tjelohranitelj, zaljubio u Carmelu, koja je u njemu vidjela poletnog, osjećajnog muškarca — Tonyjevu suštu suprotnost — ali se par nikad zapravo nije upustio u vezu. Carmela je pokušala odvratiti privlačnost sređujući za Furia spojeve. Međutim, neko se vrijeme između njih osjećala seksualna tenzija. Carmela je nalazila isprike kako bi ga posjećivala, uključujući pomaganje u kupnji i dekoriranju kuće, ali nikad sama.
Nakon što je umro Furiov otac, on se vratio u Italiju na sprovod. Potražio je savjet kod strica, rekavši mu kako Italiju više ne smatra domom i da je zaljubljen u šefovu ženu, odnosno da osjeća da mogu istinski komunicirati. Njegov mu stric jasno daje do znanja kako mora prijeći preko toga ili ubiti šefa. Nakon svoga povratka, Furio se povlači od Carmele, poklanjajući darove njezinoj djeci, ali ne i njoj. U epizodi četvrte sezone, "Eloise", Furio iz prve ruke svjedoči Tonyjevoj nevjeri tijekom izlaska u kasinu kad Tony pleše i flertuje sa striptizetom. To iznimno razbjesni Furia. Na kraju večeri, dok Tony mokri pokraj helikoptera koji bi ih trebao odvesti kući, Furio ga iznenada zgrabi za jaknu i gurne ga prema elisi helikoptera. "Koji kurac radiš?!", uzvikne Tony iznimno uznemirenim glasom. Furio dolazi k sebi i shvaća kako bi mu sudbina bila zapečaćena ako bi ubio svoga šefa. Furio ga zatim povuče i opravda se rekavši, "Stajao si preblizu..." Na njegovu sreću, Tony je bio toliko omamljen da se sljedećeg dana nije mogao sjetiti incidenta. Suočen s mogućnošću vlastitog ubojstva od strane osvetnički raspoloženog Tonyja — ali i mislima da sam ubije Tonyja — Furio se spakira i ode natrag u Italiju. Carmela biva shrvana njegovim odlaskom i kasnije u svađi s Tonyjem otkrije mu osjećaje koje je gajila prema Furiu, na što Tony odvraća: "Ako ga određeni ljudi vide, mrtav je." U petoj se sezoni spominje kako je Tony unajmio ljude da ga traže u Italiji, međutim nijednom se ne spominje da li je Furio pronađen. Furiova sudbina tako ostaje nepoznata.

## Vanjske poveznice
- Profil Furia Giunte na hbo.com
- Furio Giunta u internetskoj bazi filmova IMDb-u